# Хаапасало, Йоханнес
Йоханнес Хаапасало (фин. Johannes Haapasalo; 23 сентября 1880, Санкт-Михель, Санкт-Михельская губерния, Российская империя — 17 декабря 1965, Миккели) — финский скульптор, работавший с бронзой и гранитом, профессор.

## Биография
Родился 23 сентября 1880 года в Санкт-Михеле в семье сапожника Карла Фредрика Кяярияйнена и Клары Келлман, был единственным сыном в семье.
В 1900 году поступил в Императорский Александровский университет в Гельсингфорсе, где изучал греческую и римскую литературу. В 1902 году начал учиться скульптурному делу в Академии изящных искусств. В следующем году из-за желания уклониться от воинского призыва был вынужден прервать учёбу и переехал жить за границу.
В 1903—1904 годах учился в Датской королевской академии изящных искусств, в 1904—1906 годах — в Академии Коларосси в Париже. В 1906 году учился у Огюста Родена. Влияние Родена особенно заметно в бронзовых скульптурных работах художника.
Расцвет творчества Хаапасало пришёлся на время после Второй мировой войны, в это время он создал ряд скульптур и памятников для общественных пространств. Художник состоял в Финском обществе скульпторов (фин. Suomen Kuvanveistäjäliitto). С 1927 по 1951 год он выполнял обязанности секретаря, затем с 1954 по 1960 год — председателя общества. В 1961 году получил статус почетного председателя Финского общества скульпторов.
В 1953 году был награждён высшей государственной наградой Финляндии для деятелей искусств Pro Finlandia.